# Мленауци (Ботошани)
Мленауци (рум. Mlenăuți) насеље је у Румунији у округу Ботошани у општини Худешти. Oпштина се налази на надморској висини од 154 m.

## Становништво
Према подацима из 2002. године у насељу је живело 1325 становника, од којих су сви румунске националности.